# Слуцький повіт (Велике князівство Литовське)
Слуцький повіт (пол. Powiat słucki, біл. Случарэцкі павет) — історична адміністративно-територіальна одиниця у складі Новогрудського воєводства Великого князівства Литовського, яка існувала у 1791–1793 роках. Центр — місто Слуцьк.
Утворений за конституцією від 3 травня 1791 року перетворенням Слуцького князівства. За 2-м розділом Речі Посполитої опинився у складі Російської імперії.